# Hopliini
Hopliini is een tribus uit de familie van bladsprietkevers (Scarabaeidae). 

## Taxonomie
De volgende taxa zijn bij de tribus ingedeeld:
- Subtribus Hopliina Latreille, 1829
- Subtribus Pachycnemina Laporte, 1840
  - Geslacht Denticnema Schein, 1959
  - Geslacht Eriesthis Dejean, 1833
  - Geslacht Hoplocnemis Harold, 1869
  - Geslacht Pachycnema Lepeletier & Audinet-Serville, 1828
    - Pachycnema albomaculata
    - Pachycnema alternans
    - Pachycnema crassipes (Fabricius, 1775)
      - = Melolontha crassipes Fabricius, 1775

    - Pachycnema danieli
    - Pachycnema flavovittata
    - Pachycnema luteoguttata
    - Pachycnema melanospila
    - Pachycnema murina
    - Pachycnema nubila
    - Pachycnema pulverulenta
    - Pachycnema scholtzi
    - Pachycnema ulrichi
    - Ondergeslacht Pachycnema s. str.
      - = Pachypus Billberg, 1820 (non Dejean, 1821)
      - = Pachycnemula Schein, 1959

    - Ondergeslacht Pachycnema (Macacoplia) Cupello & Ribeiro-Costa, 2019[1]
      - Pachycnema (Macacoplia) abdominalis (Burmeister, 1844)
      - Pachycnema (Macacoplia) albosquamosa Dombrow, 1998
      - Pachycnema (Macacoplia) ferruginea Dombrow, 1998
      - Pachycnema (Macacoplia) kochi Schein, 1959
      - Pachycnema (Macacoplia) lineola Burmeister, 1844
      - Pachycnema (Macacoplia) marginella (Fabricius, 1792)
      - Pachycnema (Macacoplia) moerens Péringuey, 1902
      - Pachycnema (Macacoplia) namaqua Péringuey, 1902
      - Pachycnema (Macacoplia) rostrata Burmeister, 1844
      - Pachycnema (Macacoplia) saga Péringuey, 1902
      - Pachycnema (Macacoplia) schoenherri Dombrow, 1998
      - Pachycnema (Macacoplia) tibialis (Olivier, 1789)

    - Ondergeslacht Stenocnema Burmeister, 1844
      - Pachycnema (Stenocnema) pudibunda (Burmeister, 1844)
        - = Stenocnema pudibunda Burmeister, 1844

    - Ondergeslacht Physocnema Burmeister, 1844
      - Pachycnema (Physocnema) calcarata (Burmeister, 1844)
        - = Pachycnema calcarata Burmeister, 1844

      - Pachycnema (Physocnema) calviniana
      - Pachycnema (Physocnema) colvillei
      - Pachycnema (Physocnema) endroedyi
      - Pachycnema (Physocnema) flavolineata
      - Pachycnema (Physocnema) multiguttata
      - Pachycnema (Physocnema) nikolaji
      - Pachycnema (Physocnema) singularis
      - = Pachycnemida Péringuey, 1902

  - Geslacht Pachycnemida Péringuey, 1902
  - Geslacht Pareriesthis Moser, 1919
  - Geslacht Stenocnema Burmeister, 1844